# Erin (voornaam)

Erin is een voornaam die aan vrouwen en mannen gegeven wordt. De naam is van Hebreeuwse oorsprong (ארין) en betekent 'vrede'. Het is in het Engels ook een variant op de naam Aäron.

## Verband met Ierland
De naam houdt ook verband met de historische naam van Ierland, die van Keltische oorsprong is.

## Historie
Sinds de jaren zeventig komt 'Erin' vooral in de Verenigde Staten en in Canada voor als voornaam; in Ierland daarentegen niet.